# Круазиль, Николь
Николь Круазиль (фр. Nicole Croisille; 9 октября 1936[…], Нёйи-сюр-Сен, Франция — 4 июня 2025, Париж, Франция) — французская певица, актриса и танцовщица.

## Биография
Николь Круазиль родилась в семье пианистки и инженера. В детстве занималась балетом, училась в Парижской опере, а затем у мима Марселя Марсо. В 1958 году вошла в труппу Жозефины Бейкер, в 1964 — выступала в нью-йоркском шоу Folies Bergère.
Всемирную известность получила благодаря песне «Мужчина и женщина» из одноимённого фильма Клода Лелуша (1966). В 1970-е годы выпустила несколько популярных песен, включая Parlez-moi de lui, Téléphone-moi, Une femme avec toi. В 1976 году дала первый сольный концерт в парижском концертном зале «Olympia».
Также играла в кино, театре, в мюзиклах, включая «Hello, Dolly!».
В 2000-х участвовала в телесериале Dolmen.

## Фильмография

### Кино
- 1969: Erotissimo — Флоренс
- 1970: Underground — певица в бистро
- 1981: Les Uns et les Autres — играет саму себя
- 1990: Il y a des jours… et des lunes — певица на свадьбе
- 1995: Les Misérables (реж. Клод Лелуш) — Тенардье
- 2013: La Cage dorée — мадам Рейхерт

### Телевидение
- 1961: Loin de Rueil — Кики ла Сингалез
- 1971: Ubu enchaîné — мать Убу
- 1973: Musidora — Колетт Вилли
- 1976: Émilie ou la Petite Sirène 76 — крестная Эмили
- 1988—1990: La belle Anglaise — Франсуаза
- 1996: Loin des yeux — мадам Рамюз
- 1998: Deux mamans pour Noël — певица
- 2000: Un homme à la maison — Бланш
- 2001: Psy d’urgence — Нина
- 2001: Villa mon rêve — Моник
- 2001: Maigret et le marchand de vin — Бланш
- 2001: Le temps perdu — Бернадетт
- 2004: Menteur! Menteuse! — Ева
- 2005: Dolmen — Ивонн Ле Бихан
- 2006: Un viol — Клер Винсенти
- 2009: Beauté fatale — Соланж Гран
- 2013: Alice Nevers, le juge est une femme — Франсуаза Маркотт
- 2015: Profilage — Ивонн Шанеак
- 2017: Nina — Мари-Одиль
- 2018: Guépardes — камео

Также она исполнила песню «Une femme avec toi» в фильме The New Girlfriend (2014).

## Личная жизнь
Круазиль не была замужем и детей не имела. В мемуарах 2006 года писала, что предпочла карьеру личной жизни. В интервью 2017 года говорила о любви к одиночеству и дружбе.

### Смерть
Скончалась 4 июня 2025 года в Париже в возрасте 88 лет после продолжительной болезни.